# Promóciós kislemez

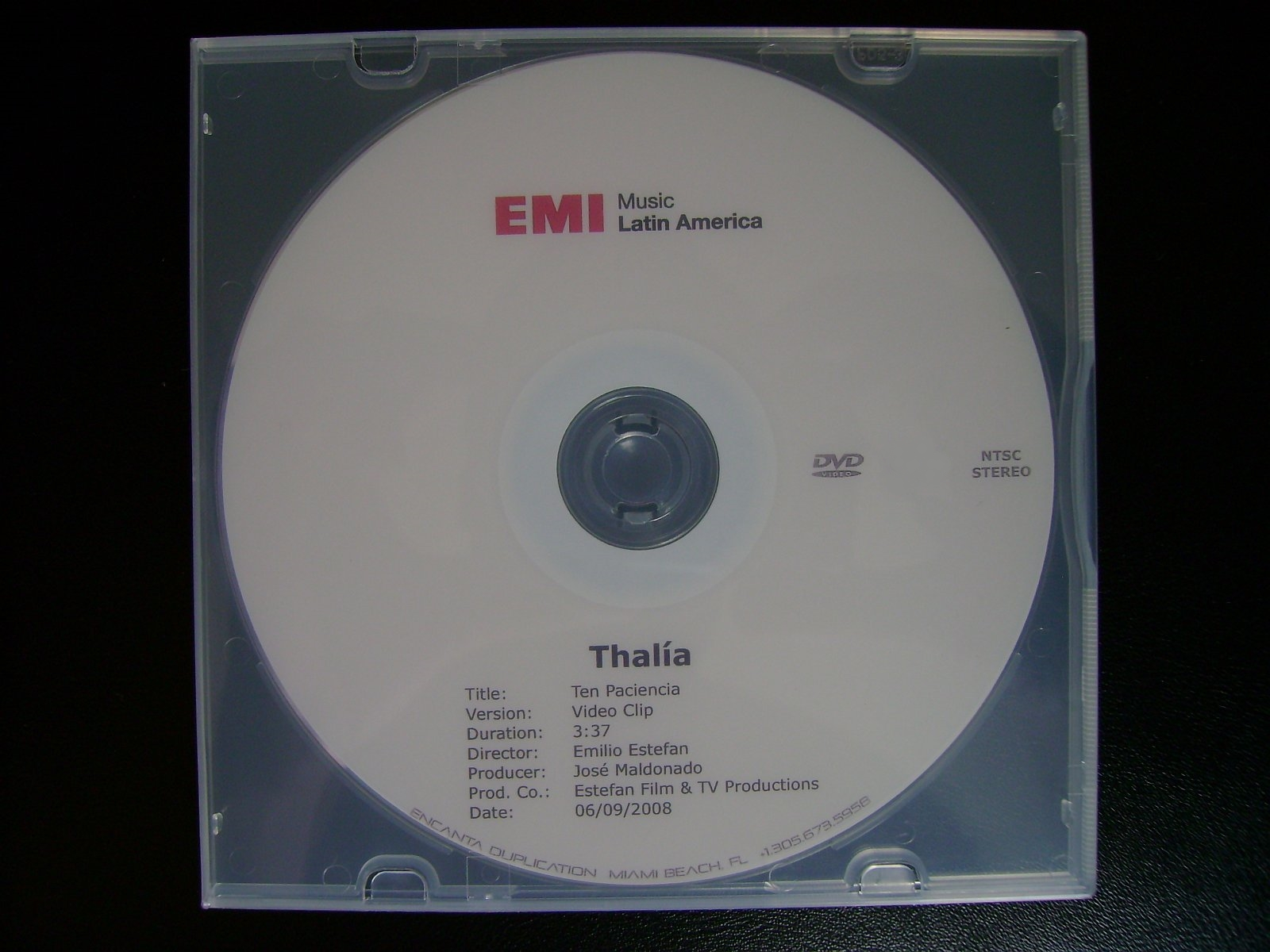
EMI által készített promóciós DVD

A promóciós CD vagy – röviden – promó-CD olyan, kereskedelmi forgalomba nem hozható kislemez, amely egy adott zeneszám vagy zeneszámok promóciós célját szolgálja. A promóciós CD-ket a zenei kiadók készítik belső használatra, valamint a sajtó és a média számára, és átadják őket a zenét sugárzó műsorszolgáltatóknak; arra azonban nincsenek hatással – hacsak ezt külön szerződésben nem rögzítik –, hogy a zenei műsoradók valóban játsszák-e a promóció tárgyát képező zeneszámot.
A promóciós CD-ket ajándékként is forgalmazhatják, például zenei magazinok mellékleteként. A kereskedelmi forgalomban kapható kis- és nagylemezekkel ellentétben a promóciós CD-k általában csak papír(karton)-tokozásúak.
A promóciós DVD vagy promó-DVD annyiban különbözik a promóciós CD-től, hogy videóklipet tartalmaz.

## Külső hivatkozások
- Reklámtárgy.lap.hu - linkgyűjtemény